# Europi(II) sulfide
Europi(II) sulfide là một hợp chất vô cơ với công thức hóa học EuS. Đó là bột màu đen, cấu trúc ổn định. Europi có trạng thái oxy hóa +2 trong europi(II) sulfide, trong khi lanthan có trạng thái oxi hoá điển hình là +3. Nhiệt độ Curie của nó (Tc) là 16,6 K. Dưới nhiệt độ này EuS hoạt động giống như một hợp chất ferromagnetic, và ở trên nó có tính chất giống paramagnetic. EuS ổn định lên đến 500 ℃ trong không khí, khi nó bắt đầu có dấu hiệu oxy hóa. Trong một môi trường trơ, nó phân hủy ở 1470 ℃.

## Cấu trúc
EuS kết tinh trong mạng tinh thể hệ tinh thể lập phương (FCC) với cấu trúc muối đá. Cả hai europi và lưu huỳnh đều có liên kết hình học bát diện với số liên kết là sáu. Độ dài của liên kết Eu-S là 2,41 Å.

## Điều chế
Trong điều chế EuS, europi(III) oxit dạng bột (Eu2O3) được xử lý bằng hydro sulfide (H2S) ở nhiệt độ 1150 ℃. Sản phẩm EuS thô được làm sạch bằng cách nung ở nhiệt độ 900 ℃ trong chân không để loại bỏ lưu huỳnh thừa.
Eu2O3 + 3H2S → 2EuS + 3H2O + S
EuS đã được tổng hợp từ europi(II) chloride (EuCl2), tuy nhiên các sản phẩm này có xu hướng bị ô nhiễm bởi chloride.

## Ứng dụng
Trong vài thập kỷ qua, một mối quan tâm mới đã được nêu ra trong quá trình tổng hợp EuS, cũng như tương tự oxit của nó EuO, vì chúng có tiềm năng sử dụng làm vật liệu cửa sổ laze, chất cách điện ferromagnet, chất bán dẫn ferromagnetic, các vật liệu chống từ và phát quang.